# Olaf Lubaszenko
Olaf Sergiusz Linde-Lubaszenko (sinh ngày 6 tháng 12 năm 1968 tại Wrocław) là một diễn viên và đạo diễn điện ảnh người Ba Lan. Ông là con trai của nam diễn viên người Đức gốc Thuỵ Điển Edward Linde-Lubaszenko và nữ diễn viên người Nga Asja Łamtiugina.
Olaf Lubaszenko đóng vai chính trong các bộ phim của Krzysztof Kieślowski, Barbara Sass, Władysław Pasikowski, Janusz Majewski, Juliusz Machulski và những đạo diễn khác. Năm 2001, Olaf Lubaszenko trở thành thành viên của Viện Hàn lâm Điện ảnh Châu Âu.

## Thành tích nghệ thuật

### Diễn viên
- 1987: Łuk Erosa - Adam Karowski
- 1988: Sonata marymoncka - Rysiek Lewandowski
- 1988: Trójkąt bermudzki
- 1988: Tabu - Stefek
- 1988: Bez grzechu - Jarek Kalita
- 1988: A Short Film About Love - Tomek
- 1990: Pilkarski poker - Olek Grom
- 1989: Czarny wawóz - Ludwik Machl
- 1990: Marcowe migdały - Tomek
- 1990: Korczak - Tramwajarz
- 1990: Historia niemoralna - Marek
- 1990: Po upadku - Piotr Ratajczak
- 1991: Kroll - Marcin Kroll
- 1992: Odjazd
- 1992: Pigs
- 1993: Pamietnik znaleziony w garbie
- 1993: Schindler's List
- 1994: Les Amoureux - Tomek
- 1995: Gnoje - Gasior
- 1996: Słodko gorzki
- 1996: Wirus
- 1996: Poznań '56
- 1997: Sztos - Mietek
- 1997: Kiler
- 1997: Zona przychodzi noca
- 1998: Demons of War - Czacki
- 1998: Sekal Has to Die - Jura Baran
- 1999: A Szerencse lányai - Janek
- 1999: Operacja Samum - Stanislaw Kosinski
- 1999: Moja Angelika - Kulik
- 1999: Kilerów 2-óch
- 2000: Zakochani - Prawnik
- 2000: Operacja Koza - Adam Horn
- 2000: Pierwszy milion
- 2000: Egoiści
- 2000: Bajland - Józef Horoszko
- 2001: Edges of the Lord - Gniecio
- 2001: Stacja - Zawadzki
- 2002: Tam i z powrotem - Niewczas
- 2002: Rób swoje, ryzyko jest twoje - Emil Baks
- 2002: E=mc2 - Max Kadzielski
- 2002: Bez litosci - Olbrycht
- 2003: Magiczna Gwiazda
- 2009: Złoty środek
- 2009: Mniejsze zło
- 2011: Weekend - Czeski
- 2012: Sztos 2 - Mietek
- 2016: Bóg w Krakowie
- 2017: Gwiazdy
- 2018: Women of Mafia

### Đạo diễn
- 1997: Sztos
- 2000: Chłopaki nie płaczą
- 2001: Poranek Kojota
- 2002: E=mc2
- 2009: Złoty środek
- 2012: Sztos 2